# Damoetas christae
Damoetas christae är en spindelart som beskrevs av Prószynski 200. Damoetas christae ingår i släktet Damoetas och familjen hoppspindlar. Inga underarter finns listade i Catalogue of Life.